# تشنار (ميانة)
تشنار هي قرية في مقاطعة ميانة، إيران. عدد سكان هذه القرية هو 61 في سنة 2006.